# Solenopsinas

Solenopsin

Solenopsinas são alcalóides piperidínicos encontrados no veneno das formigas lava-pés (Solenopsis). São as toxinas principais do veneno e causam a sensação de queimação e inflamação local seguido de uma pústula surgindo no local da ferroada. Estruturalmente, as solenopsinas apresentam um anel de piperidina lateralmente ligado a um grupo metila (na posição 2) e uma cadeia longa lateral de hidrocarboneto linear na posição 6 do anel. Estes compostos apresentam pico de absorção por espectrofotometria UV entre 232 e 234 nanômetros. Como o veneno das formigas contém uma mistura complexa de piperidinas quimicamente análogas torna-se difícil a purificação de solenopsinas específicas. Portanto, as solenopsinas e compostos relacionados têm sido alvo de sínteses orgânicas para investigação de prospecção biotecnológica. Originalmente sintetizadas nos anos 70, diversos grupos tem tentado desenvolver novos métodos de sintetizar solenopsinas enantiomericamente puras e compostos análogos. Mais recentemente, alguns pesquisadores têm sugerido formas mais eficientes de extração, purificação e análise destes compostos.

## Atividades biológicas
Além de pronunciada toxicidade contra células animais, as solenopsinas possuem diversas atividades biológicas. Um resumo destas atividades pode ser encontrado em artigos científicos recentes. A mais estudada solenopsina descrita na literatura tem sido a solenopsina A, de fórmula molecular  C17H35N. Este composto é conhecido por inibir a angiogênese in vitro por meio da via de sinalização fosfoinositídeo 3-quinase (PI3K), que o torna um grande candidato quimioterápico contra tumores. Solenopsina A também inibe uma sintase de óxido nítrico neuronal (nNOS) de forma não competitiva com L-arginina e interfere na sinalização quorum-sensing em algumas bactérias, inibindo ou mesmo impedindo a formação de biofilmes. Análogos sintéticos da solenopsina estão sendo estudados para o potencial tratamento da psoríase. Aparentemente, o composto isosolenopsina A possui um papel fundamental na biologia de formigas de fogo invasoras.
Recentemente, uma nova via simplificada de síntese orgânica das solenopsinas foi descrita por pesquisadores da Unicamp.
Existem diversas patentes recentes depositadas com usos de solenopsinas e compostos relacionados. As mais curiosas envolvem a administração de capsulas contendo solenopsinas para animais domésticos para combater parasitas, e a administração para idosos como tentativa de atenuar a degeneração motora e mental. Uma patente afirma que formigas lava-pés alimentadas com derivados de solenopsinas interrompem a produção de veneno, significando que o formigueiro ficaria menos perigoso.
Existem diversas linhas de pesquisa propondo novos usos biotecnológicos e aplicações biomédicas dos alcaloides solenopsinas. Por exemplo, um grupo de pesquisadores brasileiros propôs a utilização de um extrato de solenopsinas no combate à doença de Chagas.